# Jarosław Fojut
Jarosław Fojut, né le 17 octobre 1987 à Legionowo, est un footballeur professionnel polonais. Il occupe actuellement le poste de défenseur au Stal Rzeszów.

## Biographie
En janvier 2012, alors qu'il ne lui reste plus que six mois de contrat avec Wrocław et qu'il peut donc s'engager librement avec le club de son choix, Fojut signe un pré-contrat de trois ans avec le Celtic FC, qu'il doit donc rejoindre à l'été. Cependant, le Polonais se blesse très sérieusement en fin de saison, alors même que son club gagne le championnat. Le ligament croisé du genou rompu, il doit faire un croix sur un transfert vers Glasgow.
Le 23 juin 2015, il rejoint Pogoń Szczecin.

## Palmarès
- Champion de Pologne : 2012
- Dundee United 
  - Finaliste de la Coupe de la Ligue écossaise en 2015.